# Blackburn (Missouri)
Blackburn – miasto w Stanach Zjednoczonych, w stanie Missouri, w hrabstwie Lafayette.